# Dantumadiel

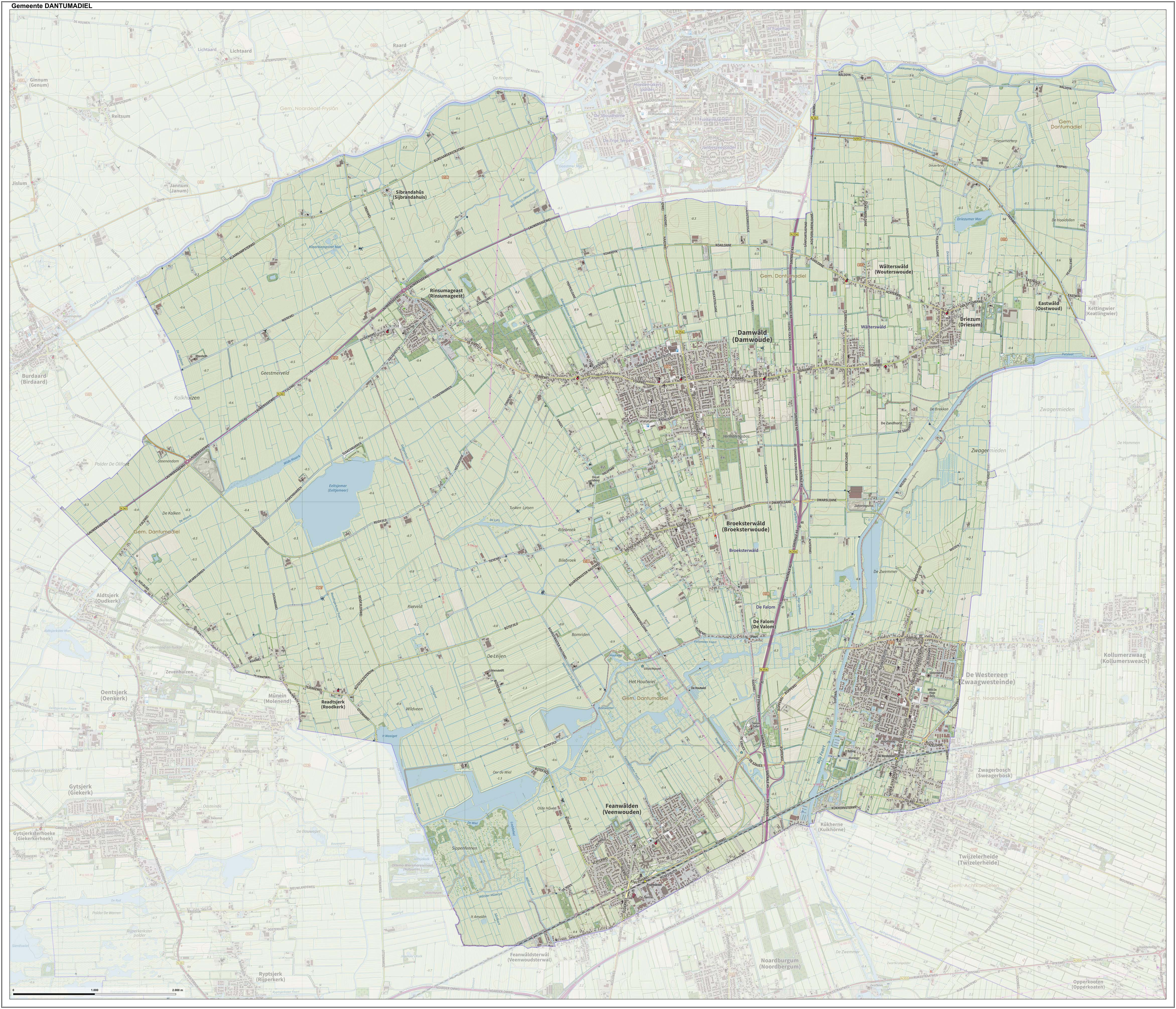
A község részletes topográfiai térképe, 2014 szeptember

Dantumadiel ( kiejtés) former grietenij Hollandiában, Frízföld tartományban, Dokkum városától délre. Lakosainak száma 18 943 fő (2021. január 1.).  Hivatalos neve már csak fríz nyelven szerepel, hollandul Dantumadeel volt a neve. A község lakosainak száma 2014. május 1-én 19017 volt, területe 87 km², ebből 1,78 km² vízfelület. A község területe a Friese Wouden (Fríz erdők) nevű frízföldi kistáj része, valamint a Dokkumer Wouden, azaz Dokkumi erdők nevű még kisebb tájegység központi területe.

## Történelme
Első említése egy 1242-es oklevélben található Donthmadeil formában. Akkor Winninghe körzethez tartozott, ami a maga részéről Oostergo északi része volt. A közigazgatási egység neve akkoriban hollandul grietenij volt, elöljárójának elnevezése pedig grietman, aki Rinsumageest akkori faluban majd Dantumawoude helységben lakott, ahol 1881-ig Dantumadeel község székhelye volt.
A község területe az évszázadok folyamán több alkalommal is színterévé vált a Frízföldön gyakori hatalmi harcoknak. A 15. század végén, a 16. elején a sokszor erőszakos politikai küzdelmek két párt, a schieringerek és vetkoperek között csúcsosodtak ki. Ez a viszály nagyban hasonlított a középkori itáliai helyzetre (guelfek és ghibellinek), illetve más polgárosodott európai területeken, így Hollandia központi területén is (a horogról és a tőkehalról elnevezett pártok harca) kialakult városi pártharcokra. Dantumadiel a 15. században rövid időre Vakmerő Albert szász herceg birtokába is került, aki Dokkum városába telepített egy előjárót a körzet irányítására. Ez a helyzet azonban nem sokáig tartott és hamarosan visszatértek a hagyományos helyi grietman elöljárók.
Később a területet is sújtotta az Egmont-házból származó Károly, Gelre hercege és V. Károly német-római császár közötti viszály. 1515-ben mindkét uralkodó grietmant állított a területen.
A hollandiai közigazgatást megreformáló 1851-es törvény vezette be a községek rendszerét, élükön a polgármesterrel.
Az idők folyamán Dantumadiel közigazgatási területe többször változott. Már 1350-ben levált róla Kollum és Kollumerland c.a. lett belőle. Dokkum városa több alkalommal annektálta Dantumadiel egyes területeit, hogy terjeszkedni tudjon. 1984-ben pedig Birdaard és Janum települések Ferwerderadiel község részei lettek.

## Földrajza
Dantumadiel Achtkarspelen, Kollumerland c.a., Ferwerderadiel, Tytsjerksteradiel és Noardeast-Fryslân községekkel határos.

### Lakott helyek
A község területén 11 lakott hely van. 2009. január 1. óta ezeknek a fríz nevei a hivatalosak. Ekkor változtatták a község hivatalos nevét is a fríz változatára.
A lakott helyek népessége 2014. január 1-én:
Forrás: Dantumadiel község honlapja

* Beleértve Feanwâldsterwâl (Veenwoudsterwal)

## Közigazgatás, politika
| Párt                 | 1998 | 2002 | 2006 | 2010 | 2014 |
| CDA                  | 5    | 5    | 4    | 5    | 5    |
| PvdA                 | 4    | 2    | 4    | 3    | 2    |
| Dantumadeel'82       | 3    | 3    | 4    | 3    | 2    |
| ChristenUnie         | 3    | 3    | 2    | 2    | 3    |
| FNP                  | -    | 2    | 2    | 1    | 2    |
| SGP                  | 1    | 1    | 1    | 1    | 1    |
| Lagere Lasten D'diel | -    | -    | 0    | 2    | 2    |
| VVD                  | 1    | 1    | 0    | -    | -    |
| Összesen             | 17   | 17   | 17   | 17   | 17   |

### A községi hivatalok együttműködése
2015. január 1-jétől Dongeradeel, Dantumadiel, Ferwerderadiel és Kollumerland c.a. hivatali szervezetei együttműködnek a közös érdeklődésre számot tartó feladatok ellátásában. 2016 áprilisa előtt megvizsgálják ennek az együttműködésnek az eredményeit, és ennek alapján javaslatot tesznek Északkelet-Frízföld esetleges közigazgatási egyesítésére.

## Látnivalók
A község területén több tucat országos műemlék található.

## A község híres szülöttei
- Sipke Jan Bousema (1976), tv-személyiség
- Tineke Huizinga (1960), politikus, volt államtitkár
- Piet Jongeling (1909-1985), újságíró, az ellenállás harcosa, politikus és gyermekkönyv-író
- Theun de Vries (1907-2005), író
- Syb van der Ploeg (1966), zenész, zeneszerző
- Tsead Bruinja (1974), költő
- Ype Poortinga (1910-1985), író
- Worp van Thabor (14??-1538), író
- Klaas van der Woude (1954), zeneszerző, karmester
- Syds Tjaerda (14??-1546), fríz krónikaíró
- Fokke Sierksma (1917-1977), teológus
- Maurits Pico Diederik van Sytzama (1789-1848) politikus
- Jannes van der Wal (1956-1996), dámajátékos, világbajnok
- Meindert Koolstra (1917-1944), titkosszolgálati személy

## Fordítás
- Ez a szócikk részben vagy egészben a Dantumadiel című holland Wikipédia-szócikk ezen változatának fordításán alapul.  Az eredeti cikk szerkesztőit annak laptörténete sorolja fel. Ez a jelzés csupán a megfogalmazás eredetét és a szerzői jogokat jelzi, nem szolgál a cikkben szereplő információk forrásmegjelöléseként.